# 299785 Alexeymolchanov
299785 Alexeymolchanov este o planetă minoră (asteroid) din centura de asteroizi. A fost descoperită pe 22 septembrie 2006 la  de Vincenzo Silvano Casulli⁠(d). 
Obiectul prezintă o orbită caracterizată de o semiaxă mare de 2,9095533576127 UAi, o excentricitate de 0,013154163995456, o înclinație de 1,8815811493478 ° în raport cu ecliptica.